# گیش‌ماهی پخ‌بینی
گیش‌ماهی پخ‌بینی (نام علمی: Carangoides hedlandensis) نام یک گونه از سرده گیش‌ماهی‌های گرمسیری است.